# Leucoloma caespitulans
Leucoloma caespitulans är en bladmossart som beskrevs av Georg Friedrich von Jaeger 1880. Leucoloma caespitulans ingår i släktet Leucoloma och familjen Dicranaceae. Inga underarter finns listade i Catalogue of Life.